# Santa María del Páramo
Santa María del Páramo è un comune spagnolo di 3 149 abitanti situato nella comunità autonoma di Castiglia e León.